# Lunca (okręg Aluta)
Lunca – wieś w Rumunii, w okręgu Aluta, w gminie Tătulești. W 2011 roku liczyła 26 mieszkańców. 